# Brachyunguis tamaricivorus
Brachyunguis tamaricivorus är en insektsart. Brachyunguis tamaricivorus ingår i släktet Brachyunguis och familjen långrörsbladlöss. Inga underarter finns listade i Catalogue of Life.